# Sara Soulié
Sara Soulié est une actrice finno-danoise.

## Biographie
En 2004-2005, elle étudie au Conservatoire à rayonnement régional de Montpellier en France,.
En 2007-2008, elle a étudié la danse contemporaine à l'Académie expérimentale de danse de Salzbourg (de) en Autriche.
De 2008 à 2013, elle étudie à l'école supérieure de théâtre d'Helsinki.
En 2014, elle a obtenu une maîtrise en arts du théâtre  de l'École supérieure de théâtre d'Helsinki.
Sara Soulié a pour langues maternelles le suédois, le finnois et le danois.
Elle parle couramment anglais et français.
Elle a des bases d'estonien et d'allemand.

## Filmographie
| Film          | Film                    | Film        |
| Année         | Nom                     | Rôle        |
| ------------- | ----------------------- | ----------- |
| 2011          | Missä kuljimme kerran   | Nita Widing |
| 2015          | Toiset tytöt            | Jenny       |
| 2018          | Suojelusenkeli          | Marie Olsen |
| 2019          | Noces d'or              | Siri        |
| 2020          | Metsäjätti              | Linda       |
| Court métrage |                         |             |
| 2009          | Emmy                    |             |
| 2010          | Världens bästa historia | nuori Emma  |
| 2012          | Djurens dag             | Ylva Bäck   |
| 2014          | Might                   | Maryam      |
| 2015          | Goodbye July            | Anna        |

| Télévision | Télévision        | Télévision   |
| Année      | Série             | Rôle         |
| ---------- | ----------------- | ------------ |
| 2012       | The Other Wife    | ballerine    |
| 2014       | Nymfit            | Didi Tasson  |
| 2016       | Kohtuuttomuuksia  | Sara / Linda |
| 2018       | Jättekiva         | Sussie       |
| 2020       | Syke              | Miira        |
| 2020–      | Paras vuosi ikinä | Henni        |
| 2021       | Mieheni vaimo     | Evelin       |

## Théâtre et danse
| Année      | Spectacle                         | Théâtre                     | Réalisateur      |
| ---------- | --------------------------------- | --------------------------- | ---------------- |
| 2003       | Pessi ja Illuusia                 | Théâtre municipal de Vaasa  | Lasse Hjelm      |
| 2010       | Kaukasialainen liitupiiri         | École supérieure de théâtre | Lauri Maijala    |
| 2010       | Scener ur ett äktenskap           | École supérieure de théâtre | Marcus Groth     |
| 2010       | Komendantti ja ovela juonittelija | Ehrensvärd-seura            | Frank Skog       |
| 2011       | Worship!                          | Teater Nya Rampen           | Jakob Öhrman     |
| 2012–2013  | Remont                            | Théâtre suédois             | Joakim Groth     |
| 2013       | Spaceparticles #10                | Liisa Pentti + CO           | Liisa Pentti     |
| 2014       | Finnphonia Emigrantica            | European Theatre Collective | David Kozma      |
| 2014       | Transfinlandia                    | École supérieure de théâtre | Piia Peltola     |
| 2015       | Måsen                             | Teater Mars & Ozonteatern   | Åsa Salvesen     |
| 2015       | Three Sisters                     | Chekhov Machine Company     | Cris af Enehielm |
| 2016       | Något annat. En pjäs om begär     | Yle Radioteatern            | Essi Räisänen    |
| 2016       | The Sinking of the Titanic        | Liisa Pentti + CO           | Liisa Pentti     |
| 2017       | Love and Disaster                 | Chekhov Machine Company     | Cris af Enehielm |
| Sources, : |                                   |                             |                  |